# Milsko
Milsko, německy Milzig, je vesnice ve gmině Zabór v okrese Zielona Góra (Zelená Hora) v Lubušském vojvodství v Polsku. Nachází se také na levém břehu veletoku Odra v mezoregionech Kotlina Kargowska a Wał Zielonogórski a v Horním Slezsku.[ve zdroji nenalezeno]

## Historie a popis
V letech 1975–1998 vesnice administrativně patřila do již zaniklého Zelenohorského vojvodství. Ve vesnici byl zřízen přívoz přes Odru, který byl nahrazen mostem, jež byl zprovozněn dne 28. října 2022, má délku 364 m a je postaven 5 m nad hladinou řeky. Spolu s mostem byl otevřen nový, 9,2kilometrový úsek zemské silnice č. 282. Je zde památkově chráněný barokní filiální kostel sv. Jadwigy z 18. století.

## Turistika
- Cyklistická trasa řeky Odry (Rowerowy Szlak Odry)
- Turistická trasa Bytom Odrzański – Miedzichowo

## Galerie

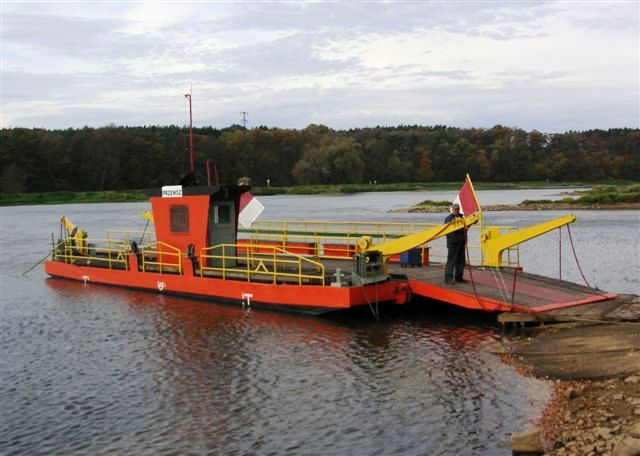
Bývalý přívoz v Milsku
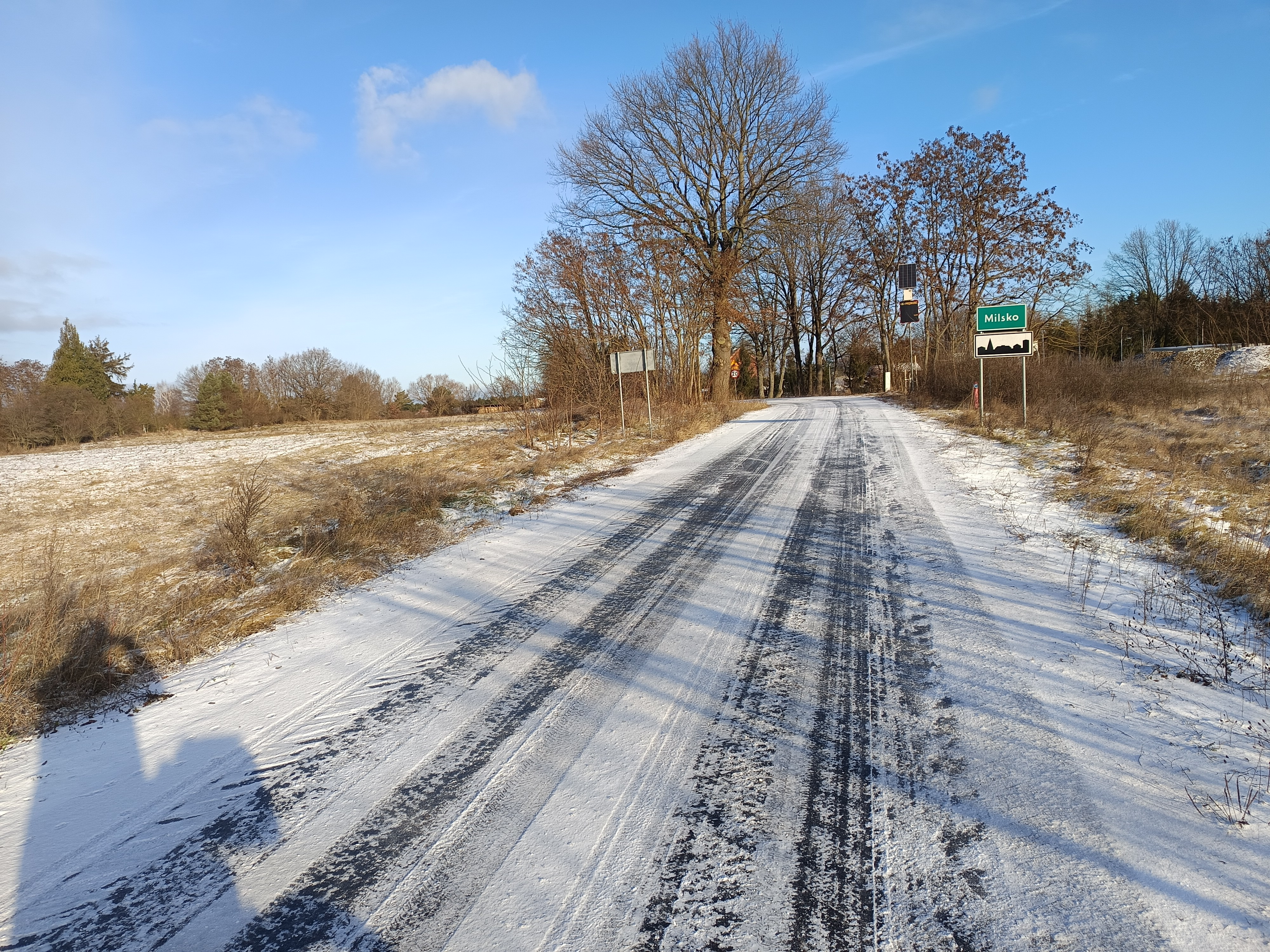
Vjezd do Milska